# Partido Republicano da Reconstituição Nacional
Die Republikanische Partei des Nationalen Wiederaufbaus (portugiesisch: Partido Republicano da Reconstituição Nacional (PRRN) oder einfacher Partido Reconstituinte) war eine politische Partei in Portugal während der ersten Republik. Die Partei vertrat liberal-konservative Position und stand damit in Gegnerschaft zu den während der ersten Republik dominierenden Demokraten.
Die PRRN entstand in den zwanziger Jahren als Abspaltung von der Liberal-Republikanischen Partei (PLR). Ihr führender Politiker war Álvaro de Castro, der auch die einzige PRRN-Regierung führte (im Jahr 1920). Später vereinigte sich die PRRN wieder mit der PLR und den Überbleibseln der alten Nationalrepublikanischen Partei (die Anhänger des 1918 ermordeten Sidónio Pais) zur Republikanisch-Nationalistischen Partei.